# منتخب جنوب إفريقيا تحت 19 سنة للكريكت
منتخب جنوب أفريقيا تحت 19 سنة للكريكت (بالإنجليزية: South Africa national under-19 cricket team)‏ هو ممثل جنوب أفريقيا الرسمي في المنافسات الدولية في الكريكت
.